# غلاديس ديفيس
غلاديس ديفيس (بالإنجليزية: Gladys Davis)‏ هي لاعب كرة قاعدة أمريكية، ولدت في 1 سبتمبر 1919 في تورونتو في كندا.